# Economia da Bretanha
A economia centra-se na agricultura, na indústria agro-alimentar, no turismo festival, junto à zona costeira e alguns pólos tecnológicos avançados, apresenta também grande índice de exportação de produtos de setor primário.(Rennes, Lannion).